# Roman à clef
Roman à clef, ou roman a cle ([ro.mã a klè], expressão francesa cuja tradução aproximada é "romance com chave"), designa a forma narrativa na qual o autor trata de pessoas reais por meio de personagens fictícios. Em alguns casos, o autor recorre a anagramas ou pseudônimos para referir-se a sujeitos reais; noutros, vale-se de uma tabela que permite converter números ou iniciais em nomes (verdadeiros) correspondentes.
As razões que levam um autor a utilizar o roman à clef são:
1. o caráter controverso do tema narrado;
2. a necessidade de compartilhar, com algum nível de discrição, informações privilegiadas sobre bastidores, vida íntima ou escândalos de outrem, escapando de acusações de violação de privacidade ou difamação (razão que justifica a utilização de uma espécie de criptografia de identidades);
3. o desejo de dar a certa história o desfecho que gostaria que ela tivesse tido;
4. a oportunidade de retratar eventos ou experiências autobiográficas sem se expor.

Roman à clef é recurso narrativo utilizado também por outras formas artísticas, como o cinema (filme à clef).
Um roman à clef clássico na literatura brasileira é A Conquista de Coelho Neto, com alguns pseudônimos óbvios como Octávio Bivar representando Olavo Bilac e outros nem tão óbvios assim, como Anselmo Ribas que representa o próprio autor. Na literatura internacional, um roman à clef clássico é A Revolução dos Bichos, uma fábula de George Orwell onde animais representam claramente personagens da Revolução Soviética.